# Gontier de Soignies
Gontier de Soignies byl středověký truvér a hudební skladatel, který působil od roku 1180 do roku 1220. Gontier pocházel z města Soignies, které tehdy bylo součástí Henegavského hrabství. O jeho životě se toho příliš neví. Ve svých dílech často psal o cestách po Francii a Burgundsku.
Jedno z jeho děl je zmíněno v romanci Le Roman de la rose ou de Guillaume de Dole od francouzského truvéra Jeana Renarta.
Gontierovi bylo celkem přisuzováno 34 písní, které se dochovaly v několika rukopisech. Ve skutečnosti jich však údajně napsal 27.

## Seznam hlavních písní
- A la joie des oiseaus
- L'an ke li dous chans retentist

- Au tens gent que raverdoie
- Biau m'est quant voi verdir les chans
- Douce amours, ki m'atalente
- Doulerousement comence
- Merci, amors, ore ai mestier
- El mois d'esté que li tens rassoage
- Quant oi el bruel
- Quant oi tentir et bas et haut
- Quant li tens torne a verdure
- Se li oisiel baisent lor chans
- Li tans noveaus et la douçors
- Tant ai mon chant entrelaissié
- Chanter m'estuet de recomens